# Clamores (periódico)
Clamores fue el nombre de un periódico editado y publicado en Yucatán, Nueva España, en 1813, por José Matías Quintana, quien participó en la lucha ideológica que finalmente condujo al surgimiento de México como nación independiente. Este personaje, padre de Andrés y de Tomás Quintana Roo, fue un novohispano yucateco que formó parte del movimiento de los sanjuanistas y quien por sus escritos y publicaciones fue aprehendido en 1815 y enviado como prisionero a la cárcel de San Juan de Ulúa.

## El periódico
Clamores fue editado entre noviembre de 1813 y mayo de 1814 y circularon 26 números. En su primera edición, Quintana explicó el objetivo del periódico:

"…yo sé el decoro con el que debo expresarme… pero sin confundir la obediencia con el abatimiento, ni la sumisión con la bajeza, usaré de la facultad de enfrentar arbitrariedades de mandones, y de abrir el único camino que conduce al conocimiento de la verdadera opinión pública, con la dignidad y grandeza que me concede la majestad de la ley…".

Como otras publicaciones de la época, Clamores denunció en sus páginas "algunas de las injusticias cometidas por los españoles (criollos) en perjuicio de los naturales americanos". También difundió comunicaciones que hicieron los líderes insurgentes que buscaban la independencia de México. Del mismo modo Clamores publicó reflexiones en torno a las condiciones políticas que prevalecían en la época. En este orden de ideas, en el número 4 del periódico, se afirmó: 

"..ahora todos tenemos una patria, y nos reputamos miembros de un cuerpo político a cuya conservación anhelamos. Los vínculos de la sociedad se han estrechado más y más, y animados de ideas liberales sabremos estimarnos y protegernos".

En Clamores escribieron colaboradores de ideas liberales que, los más conspicuos, formaron parte del grupo denominado sanjuanistas que se integró en la península de Yucatán en los albores del siglo XIX y que buscó en cierto sentido la independencia política de América, alimentado por el reformismo gaditano de 1812. Las tesis expuestas en la publicación fueron postuladas y defendidas por personajes como Lorenzo de Zavala, Vicente María Velázquez y José Francisco Bates, entre otros.